# Võ Thị Dung
Võ Thị Dung (sinh ngày 2 tháng 6 năm 1960) quê quán tại quận Tân Phú, Thành phố Hồ Chí Minh. Bà nguyên là Ủy viên Ban thường vụ Thành ủy, nguyên Phó Bí thư Thành ủy Thành phố Hồ Chí Minh phụ trách khối xây dựng Đảng bộ Thành phố Hồ Chí Minh, Phó trưởng đoàn Đại biểu Quốc hội Việt Nam khóa XIII Thành phố Hồ Chí Minh.

## Tiểu sử
Võ Thị Dung, sinh năm 1960, nguyên quán Quận Tân Phú Thành phố Hồ Chí Minh.
Bà có bằng Cử nhân Kinh tế, Cử nhân Luật, Cao cấp Lý luận chính trị.

## Quá trình công tác
- Từ tháng 5 năm 1975 đến tháng 6 năm 1976: Bà tham gia công tác thanh niên tại xã Tân Sơn Nhì, quận Tân Bình;
- Từ tháng 7 năm 1976 đến tháng 10 năm 1978: Bà là nhân viên Phòng Lương thực quận Tân Bình;
- Từ tháng 11 năm 1978 đến tháng 8 năm 1984: Bà là Thư ký Ủy ban nhân dân phường, Thư ký Đảng vụ kiêm Thường trực Hội Liên hiệp Phụ nữ phường 14, quận Tân Bình. Tháng 9 năm 1982 Bà được cử đi học tại Trường Cán bộ Phụ nữ Trung ương - Hà Nội.
- Bà được kết nạp vào Đảng Cộng sản Việt Nam vào ngày 11 tháng 12 năm 1979;
- Từ tháng 9 năm 1984 đến tháng 5 năm 2001: Bà công tác tại quận Tân Bình lần lượt giữ các chức vụ: Ủy viên Thường vụ, Phó chủ tịch, Chủ tịch Hội Liên hiệp Phụ nữ; Quận ủy viên; Ủy viên chuyên trách Văn hóa - Xã hội UBND quận; Ủy viên Ban Thường vụ Quận ủy, Trưởng ban Dân vận Quận ủy kiêm Chủ tịch Ủy ban Mặt trận Tổ quốc quận Tân Bình, Đại biểu HĐND quận Tân Bình từ năm 1989 đến tháng 5 năm 2001;
- Từ tháng 6 năm 2001 đến tháng 11 năm 2010: Bà được điều động về Ủy ban Mặt trận Tổ quốc thành phố, giữ các chức vụ Trưởng ban Tổ chức cán bộ, Phó Chủ tịch Ủy ban Mặt trận Tổ quốc thành phố, Ủy viên Đảng Đoàn Ủy ban Mặt trận Tổ quốc thành phố; Thành ủy viên, Phó Chủ tịch Thường trực Ủy ban Mặt trận Tổ quốc thành phố;
- Từ tháng 11 năm 2010 đến tháng 7 năm 2013: Bà là ủy viên ban Thường vụ Thành ủy, Phó Bí thư Đảng Đoàn, Phó Chủ tịch Thường trực Ủy ban Mặt trận Tổ quốc thành phố.
- Từ tháng 7 năm 2013 đến tháng 7 năm 2015: Bà là ủy viên ban Thường vụ Thành ủy, Bí thư Đảng Đoàn, Chủ tịch Ủy ban Mặt trận Tổ quốc thành phố, Phó trưởng Đoàn Đại biểu Quốc hội khóa XIII Thành phố Hồ Chí Minh.
- Từ tháng 7 năm 2015 đến tháng 5 năm 2016: Bà là ủy viên ban Thường vụ Thành ủy, Phó trưởng Đoàn Đại biểu Quốc hội khóa XIII Thành phố Hồ Chí Minh, Trưởng ban Tổ chức Thành ủy.
- Từ tháng 5 năm 2016 đến tháng 06 năm 2020: Bà là Phó Bí thư Thành ủy Thành phố Hồ Chí Minh nhiệm kì 2015 - 2020 
- Ngày 17 tháng 12 năm 2018, Thành ủy TP HCM đã có văn bản phân công bà Võ Thị Dung, Phó Bí thư Thành ủy xử lý công việc của Thường trực Thành ủy. Bà Dung đảm nhiệm công việc này thay cho Phó Bí thư thường trực Thành ủy Tất Thành Cang. Trước đó, Thành ủy TP HCM có thông báo về việc ông Tất Thành Cang nghỉ phép từ ngày 17/12 đến ngày 3/1/2019. Thường trực Thành ủy thống nhất phân công bà Võ Thị Dung, Phó Bí thư Thành ủy xử lý công việc thường xuyên, hàng ngày của Đảng bộ TP trong thời gian nêu trên.
- Ngày 30 tháng 06 năm 2020, Ban Thường vụ Thành ủy TP.HCM trao quyết định nghỉ hưu cho bà.